# Reinøya (Porsanger)
Reinøya (Kveens: Vassa, Noord-Samisch: Vasis) is een eiland in de provincie Finnmark in het noorden van Noorwegen. Het ligt in de Porsangerfjord en maakt deel uit van de gemeente Porsanger. Het eiland is onbewoond en is een beschermd natuurreservaat.